# Гнатюк Володимир Васильович
Володи́мир Васи́льович Гнатю́к — сержант Збройних сил України, учасник російсько-української війни.

## З життєпису
Брав участь в боях за Червонопартизанськ. 23 липня 2014-го по бойових позиціях військовиків терористи завдали удару з «Градів», Гнатюк зазнав осколкових ушкоджень та забій ребер, лікар ампутував палець лівої руки.

## Нагороди
За особисту мужність і героїзм, виявлені у захисті державного суверенітету та територіальної цілісності України, вірність військовій присязі під час російсько-української війни
- нагороджений орденом «За мужність» III ступеня (26.2.2015).